# Szucsány
Szucsány (szlovákul Sučany) község Szlovákiában, a Zsolnai kerületben, a Turócszentmártoni járásban.

## Fekvése
Turócszentmártontól 5 km-re északkeletre, a Vág partján fekszik.

## Története
Szucsány területén a Vág jobb partján, a ma Hradiskának nevezett magaslaton a kora bronzkortól az i.e. 1300-700 közötti időben a lausitzi kultúra erődített települése állt. Megtalálták a település temetőjét is, ahonnan számos bronztárgy került elő. A leletek alapján megállapítható, hogy a vidék kereskedelmi központja és tranzitállomása volt itt. A vaskorban az i. e. 700 körüli időben a puhói kultúra népe ezután is lakta ezt a helyet. Területén római pénzek is kerültek elő, ami azt bizonyítja, hogy vár a római korban is használatban volt és területén továbbra is élénk kereskedelem folyt. Arra utaló nyomok is vannak, hogy még a 9. században is szláv település volt itt, azonban az ezután elpusztult.

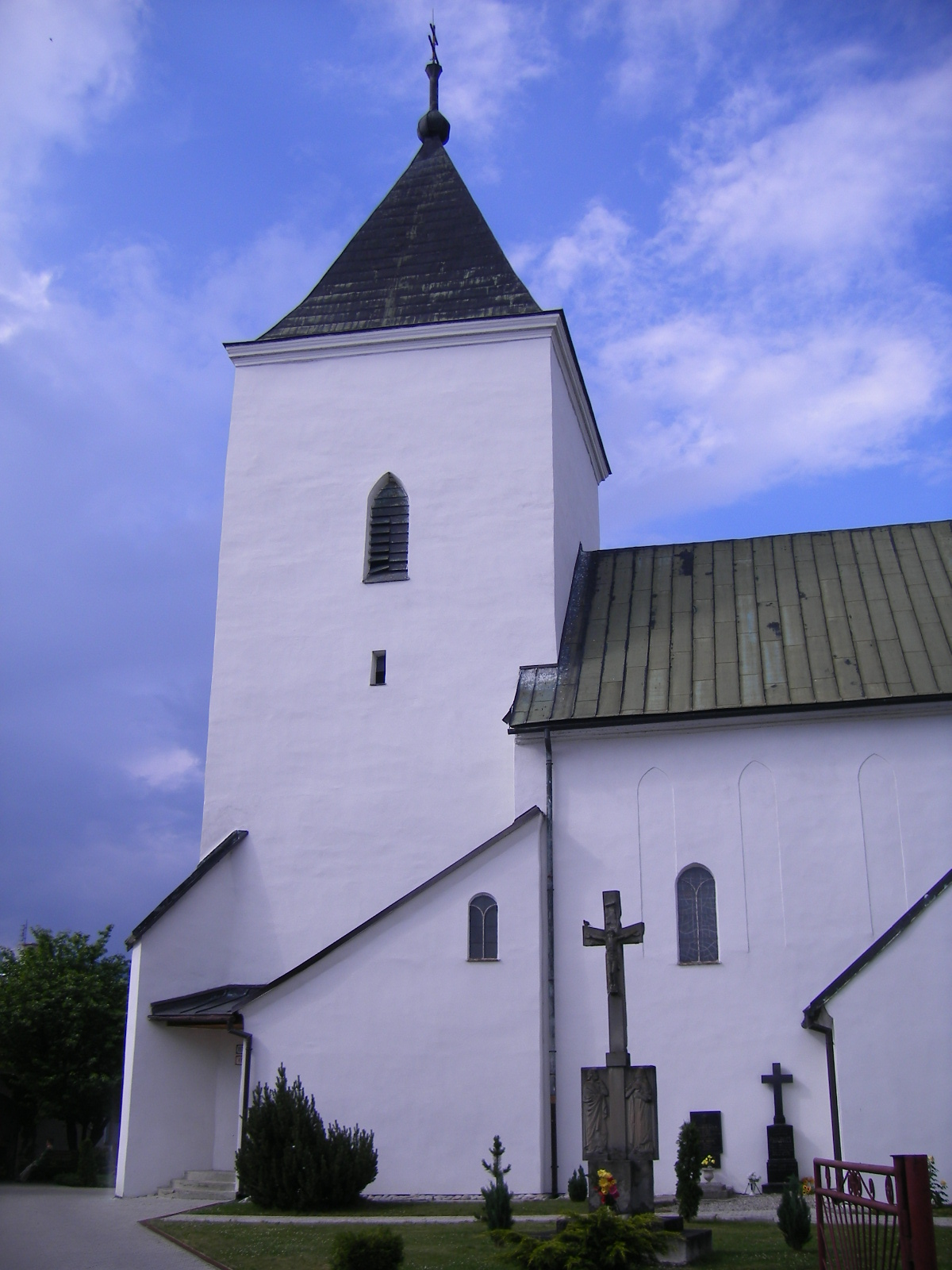
A szucsányi katolikus templom

A mai település keletkezése a 13. századra tehető. A falu a Szucsányi-patak és a Vág összefolyása közelében lévő gázlónál, a mai templomtól északra, a zólyomi várispánság területén, királyi birtokon alakult ki. A plébánián található historia domus szerint már 1115-ben is létezett, azonban ezt hiteles forrás nem erősíti meg. Eszerint itt már a 12. században Szent Zsófia tiszteletére szentelt kápolna állt. Szucsányt 1258-ban „Suchan” alakban említik először. Neve az ószlovák Sudčane személynévből származik. 1264-ben „Suchan”, 1285-ben „Zuchan” néven említik. Temploma a 13. század utolsó negyedében épült gótikus stílusban és a 18. századig temető övezte. Itt állott egykor Szucsány vára, amelyet a Balassák emeltek a 13.-14. század fordulóján. 1310-ben Csák Máté foglalta el, majd 1321-ben a királyé, míg 1323-ban visszakapták a Balassák. Később nem szerepel a forrásokban, nyomait sem találták meg. A település Detrich fia Mikó birtoka, majd a 14. század közepéig fia, Biter a Balassák itteni ágának alapítója volt a birtokosa. 1323-ban „Scudchan”, 1359-ben „Zuchan” néven szerepel a korabeli forrásokban. A kézművesség a 14–15. században terjedt el a településen. 1359-ben említik az első szucsányi szűcsmestert.

A család legnevezetesebb tagja Dancs mester, Szklabinya várának ura. Ebben az időben Szucsány is a vár tartozéka volt. Szucsány 1350 körül I. Lajostól mezővárosi, vásártartási jogot és vámmentességet kapott. A kereskedelem gyorsan fejlődött, a 15. századtól sóraktár volt a településen, vámja a 19. századig működött. Kiváltságait 1424-ben Luxemburgi Zsigmond is megerősítette. Ekkor Szucsány már uradalmi központ, melyhez még négy falu tartozott. 1442-ben a szucsányi uradalmat Thurzó György kapta királyi adományként, majd a 16. század elejéig több birtokosa is volt, köztük a Thurzó, Szapolyai és Podmaniczky családok. A város pecsétje 1508-ból maradt fenn, címerében Szűz Mária alakja látható. 1541-ben I. Ferdinánd király Nyári Lőrincnek adta, akinek utódai egészen 1848-ig birtokolták azt. A család kúriája a város déli részén, a Skala domb alatt állt. 1557-ben 84 háztartása volt. Az 1564. évi adóösszeírás szerint 4 cipész, egy szabó, egy posztógyártó és egy meg nem nevezett mesterségű kézműves élt a településen. A reformáció itt is hamar elterjedt, 1570-ben a templomot is át kellett adni az evangélikusoknak. Ekkor említik a település evangélikus iskoláját is. Kézműves céhei a 17. században alakultak. A cipészek céhe 1632-ben alakult, majd 1633 után 7 mester, a mészáros, szabó, kovács, bognár és a késes is egy céhbe tömörült. A 17. században az ellenreformáció hatására a templomot már megosztották a katolikus és evangélikusok között, 1710-ben pedig visszakerült a katolikus egyházhoz. 1715-ben 83 az adózó háztartások száma. A 18. században a Nyáryakon kívül a Révay, Török, Huszár, majd később a Géczy, Rakovszky és Freiseisen család is rendelkezett birtokokkal a településen. A 18. században zsidók is telepedtek le Szucsányban. A Nyári család a 18. század második felében új kastélyt épített, mely egészen 1966-ig fennállt, ekkor lebontották. A 18.-19. században sáfrányt szállítottak főként Oroszországba. Az evangélikusok 1783-ban új templomot építettek maguknak. 1785-ben 211 házában 1290 lakos élt. 1790-ben 17 kézműves élt a településen.

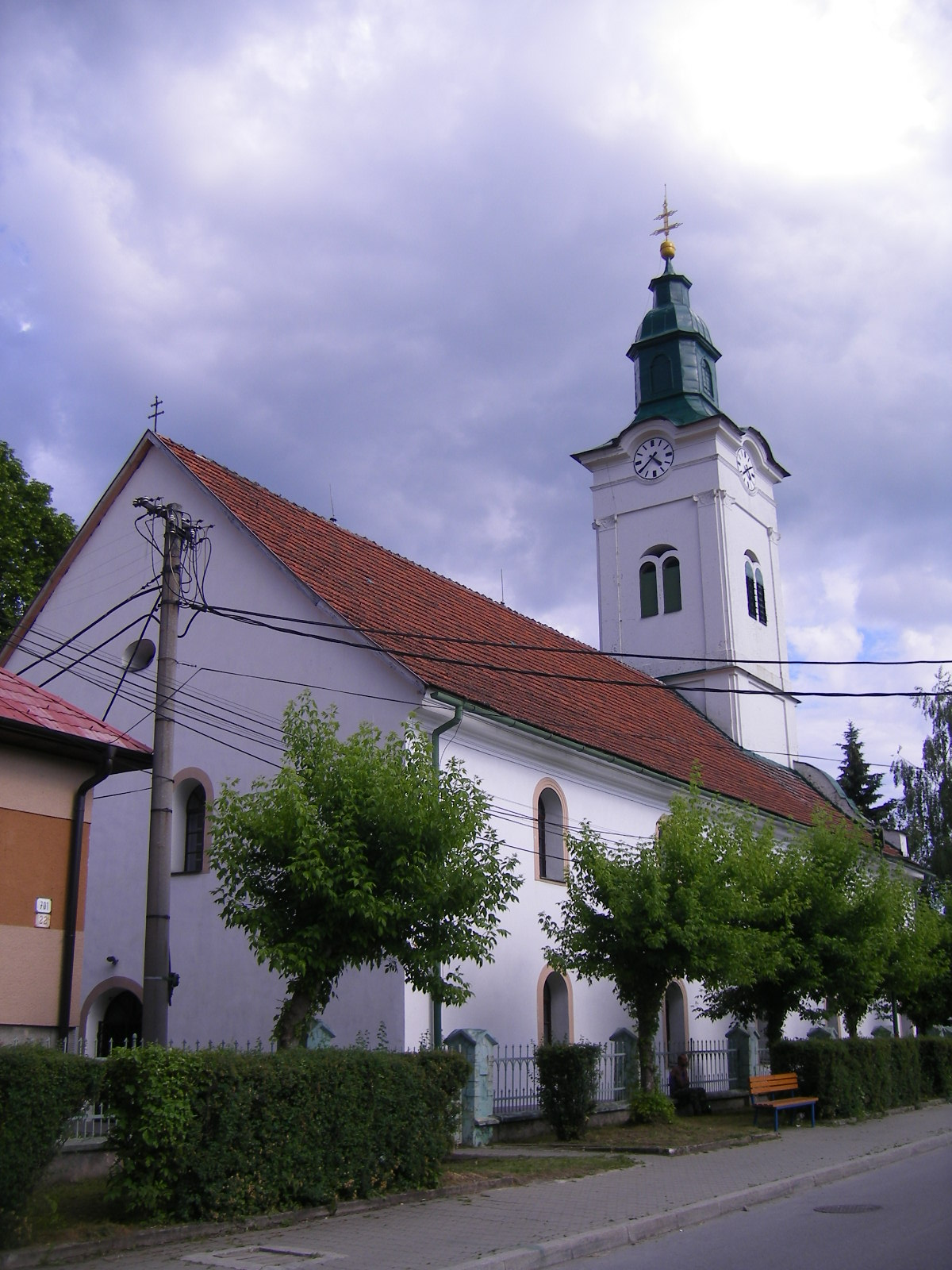
A szucsányi evangélikus templom

1878-ban téglagyár kezdte meg itt működését.
A 18. század végén Vályi András így ír róla: „SZUCSÁN. Tót Mezőváros Túrócz Várm. földes Urai Gr. Nyáry Uraságok, lakosai katolikusok, evangelikusok, és zsidók, fekszik az ország útban. Nevezetes szabadságokat nyertek Lakosai a’ régi Királyoktól, úgymint: 1381, 1385, 1388, és 1390-dikben, midőn a’ Királyi Városok közzé is számláltatott. Azután 1426, 1474, 1547, 1572, 1655dikben. Lakosai leginkább gazdáskodásból, marha tartásból, és fával való kereskedésből élnek, mellyet egész Péterváradig is le szoktak vizen ereszteni.”
A zsinagóga 1820-ban épült fel. 1828-ban 221 háza volt 1425 lakossal. Lakói kereskedelemmel, kertészettel, mezőgazdasággal foglalkoztak.

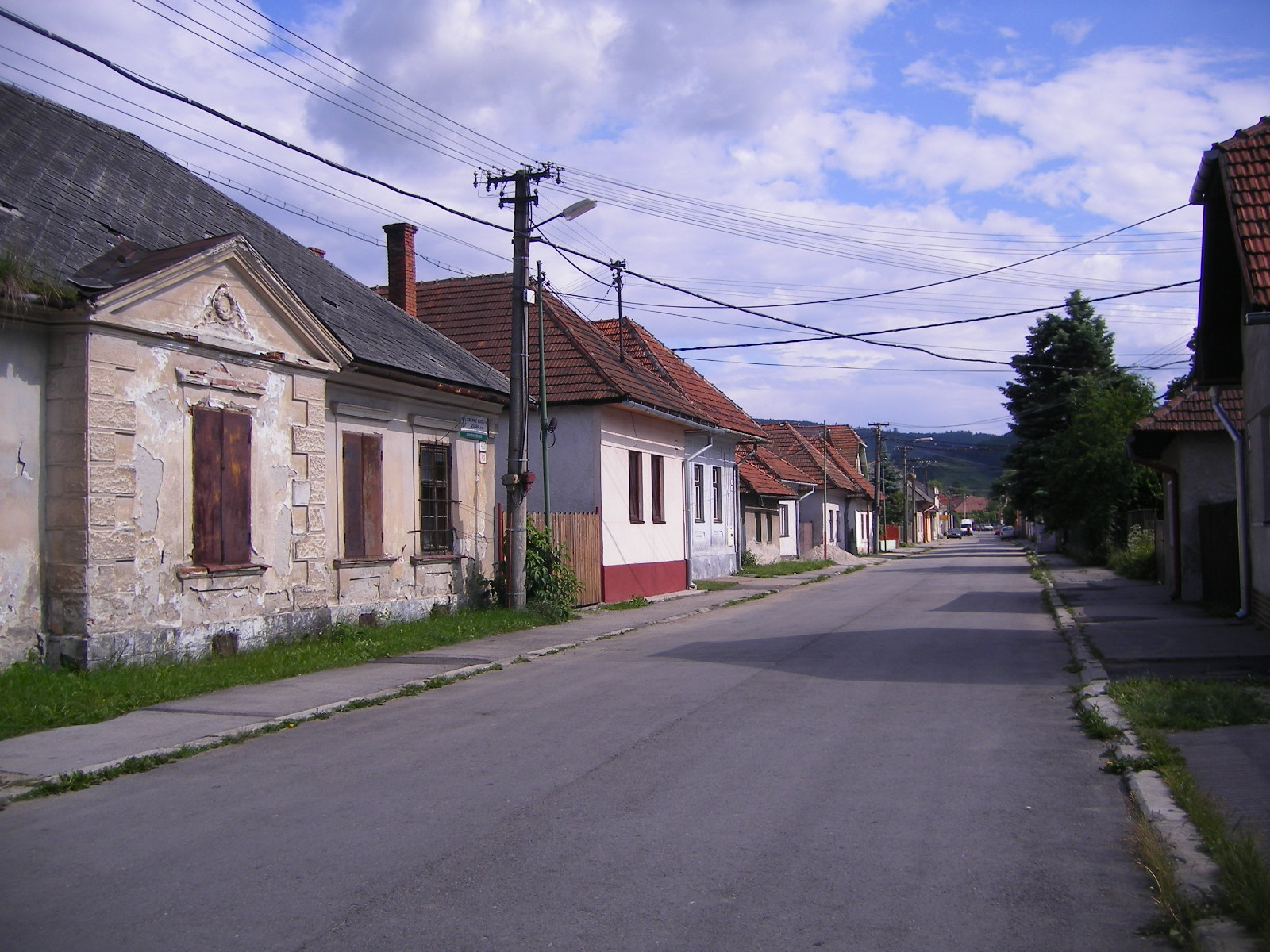
Szucsány - utcarészlet

Fényes Elek 1851-ben kiadott geográfiai szótárában így ír a faluról: „Szucsán, privilegiált tót m. v. Thurócz vmegyében, Sz. Mártonhoz 1 órányira, közel a Vágh vize bal partjához. Hajdan ez is királyi város volt, és szép szabadságokat nyert 1381., 1385., 1388., 1390., 1426., 1474., 1547., 1572., és 1655 esztendőkben. Lakosai kik 486 kath., 824 evang., 133 zsidóra mennek, mesteremberek, földmivelők, hajósok, és fakereskedők. Van benne kath., és evang. szentegyház, synagoga, a Vágh partján sóház és lerakóhely. Ugyan a Vághon egy derék hid. Határa a városnak szép kiterjedésü; legelője elég és jó; erdeje sok. F. u. a Nyáry és Révay családok. Ut. p. Nolcsó.”
A trianoni diktátumig Turóc vármegye Turócszentmártoni járásához tartozott.
A háború után téglagyár és fűrésztelep működött a községben. 1944 szeptemberében határában súlyos harcok folytak német csapatok és partizánegységek között, a harcoknak 52 áldozata volt. Ennek emlékére a település megkapta a szlovák nemzeti felkelés emlékérmét.

## Népessége
| Év:            | 1994. | 2004.   | 2014.   | 2024.   |
| -------------- | ----- | ------- | ------- | ------- |
| Emberek száma: | 4412  | 4644    | 4661    | 4749    |
| Eltérés:       |       | +5,25 % | +0,36 % | +1,88 % |

| Év:            | 2023. | 2024.   |
| -------------- | ----- | ------- |
| Emberek száma: | 4801  | 4749    |
| Eltérés:       |       | -1,08 % |

A falut 1910-ben 2304-en lakták, ebből 1952 szlovák, 159 német, 156 magyar, 4-4 román és ruszin és 29 más anyanyelvű.
2001-ben 4604 lakosából 4434 szlovák, 81 cigány, 43 cseh volt.
2011-ben 4673 lakosából 4276 szlovák, 51 cigány és 21 cseh volt.
2021-ben 4711 lakosából 5 (+4) magyar, 4465 (+21) szlovák, 9 (+119) cigány, (+2) ruszin, 51 (+6) egyéb és 181 ismeretlen nemzetiségű volt.

## Neves személyek
- Itt született 1821-ben Grossmann Lipót magyar szemorvos, kórházi főorvos.
- Itt született 1878-ban Milan Hodža újságíró, politikus, csehszlovák miniszterelnök.
- Itt hunyt el 1558 körül bedeghi Nyáry Lőrinc várkapitány, Hont vármegye főispánja, koronaőr.
- Itt hunyt el 1802-ben Doleschal Ágoston evangélikus lelkész.
- Itt élt Bacher Simon magyar zsidó költő, író.
- Itt tanított Jozef Škultéty (1853-1948) történész, nyelvész, fordító, irodalomkritikus, újságíró.
- Itt tanított Matunák Mihály (1866-1932) római katolikus pap, tanár, történész, turkológus, levéltáros.
- Itt tanult Bacher Vilmos (1850-1913) orientalista, rabbi.
- Itt tanult Lucia Eggenhofferová (1977) szlovák költő.

## Nevezetességei
- A településnek 13. századi kora gótikus római katolikus temploma van. 1590-ben megújították és bővítették, 1774-ben barokk stílusban építették át, de belsejében sok gótikus részlet megmaradt. Berendezése túlnyomórészt 18. századi.
- Evangélikus temploma a főtéren áll, kertjében Milan Hodža szobrával. A templom 1783-ban épült, tornya 1859-ből való, oltárát 1862-ben készítették.
- Főterén áll egy régi szégyenoszlop.
- A régi vendégfogadó és kórház épülete a 18. század végén épült, a 19. században átépítették.

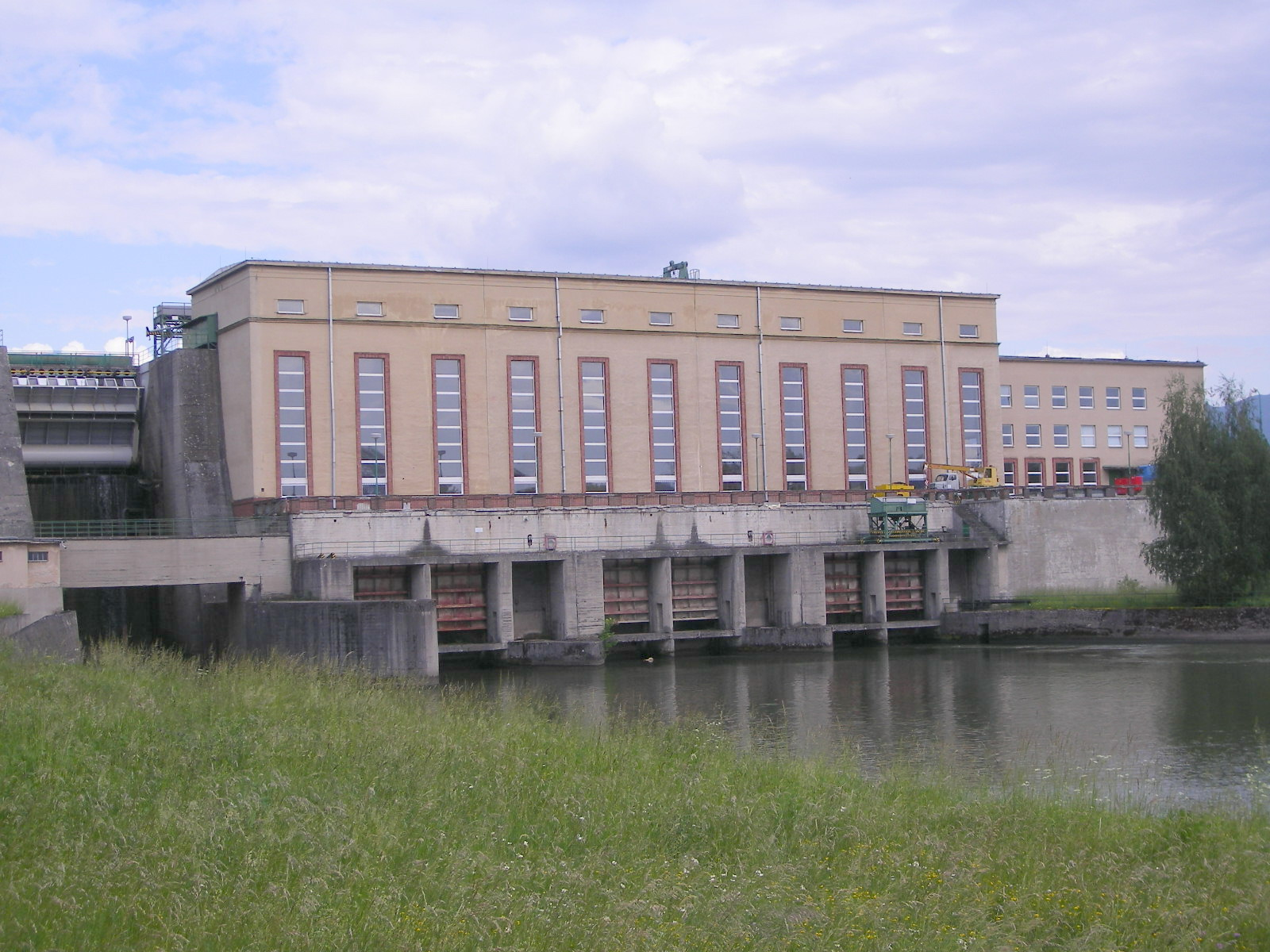
A szucsányi vizierőmű

- Vízierőmű a Vágon.

## Külső hivatkozások
- Hivatalos oldal
- E-obce.sk Archiválva 2008. szeptember 20-i dátummal a Wayback Machine-ben
- Községinfó
- Szucsány Szlovákia térképén
- Tourist-channel.sk
- Szucsány a szlovák múzeumok honlapján